# Egyenesen át (film, 2017)
Az Egyenesen át (eredeti cím: Flatliners)  2017-ben bemutatott thriller, mely a halál utáni lét kérdéseit feszegeti. A film az azonos című 1990-ben bemutatott mű remake-e, a főszerepben Ellen Page, Diego Luna, Nina Dobrev, James Norton, és Kiersey Clemons látható. A történet szerint öt orvostanhallgató folytat kísérletet halálközeli élményekkel kapcsolatban. 
A Sony Pictures 2017. szeptember 29-én mutatta be az Egyesült Államokban.

## Cselekmény
Egy csoport orvostanhallgató szeretné megoldani a rejtélyt, hogy van-e élet a halál után. Tapasztalatot szereznek halálközeli élményekről, miközben a feltörekvő fiatal orvosok rövid halál-szerű állapotba kerülnek, miután egymásra rálicitálva megállítják egymás szívverését egy kísérlet keretében. Ennek következtében, miután pár perc múltán visszatérnek az életbe, mindannyiuknak egy-egy gyerekkori traumájukkal kell szembenéznie.

## Szereplők
| Szerep              | Színész               | Magyar hang          |
| ------------------- | --------------------- | -------------------- |
| Dr. Courtney Holmes | Ellen Page            | Bogdányi Titanilla   |
| Ray                 | Diego Luna            | Karácsonyi Zoltán    |
| Marlo               | Nina Dobrev           | Sallai Nóra          |
| Jamie               | James Norton          | Szabó Máté           |
| Sophia              | Kiersey Clemons       | Lamboni Anna         |
| Brad                | Beau Mirchoff         | Hamvas Dániel        |
| Dr. Barry Wolfson   | Kiefer Sutherland     | Szabó Sipos Barnabás |
| Tessa               | Madison Brydges       | Vida Sára            |
| Alicia              | Anna Arden            | Bartsch Kata         |
| Irina Wong          | Jenny Raven           | Csuha Bori           |
| Sophia anyja        | Wendy Raquel Robinson | Makay Andrea         |
| Vezető rezidens     | Lisa Codrington       | Németh Kriszta       |
| Nővér az intenzíven | Natasha Bromfield     | Kocsis Mariann       |
| Testes beteg        | Jimi Shlag            | Törköly Levente      |

Kiefer Sutherland, aki az 1990-es filmben Nelson Wrightot alakította, ezúttal is kapott szerepet a filmben, Dr. Barry Wolfson megformálójaként.

## A film készítése
2015 októberében Ellen Page, 2016 februárjában pedig Diego Luna csatlakozott a stábhoz. Nina Dobrev áprilisban,James Norton, és Kiersey Clemons pedig májusban írták alá szerződésüket.
2016 júliusában bejelentették, hogy Kiefer Sutherland, aki az eredeti filmben szerepelt, visszatér az új filmben. Sutherland később közölte, hogy újra régi szerepet tölt be, hozzátéve, hogy az új film valójában egy folytatás, nem pedig egy remake. Végül Sutherland más karaktert játszott, mint az eredetiben, ezzel sem utalva az előző film konkrét eseményeire. 2016 júliusában Charlotte McKinney is csatlakozott a stábhoz.
A munkálatok 2016 júliusában kezdődtek Torontóban és szeptember 7-éig tartottak. Az utómunkálatokat október 4-én kezdték, a Sony Pictures 2017. szeptember 29-én mutatta be az Egyesült Államokban.

## Fogadtatás

### Bevételi adatok
2017. október 1-jétől az Egyenesen át 6,7 millió dollár bevételt termelt az Államokban és a kanadai mozikban, míg összességében ez a szám 9,8 millió dollárt szemben a film 19 millió dolláros költségvetésével.
Észak-Amerikában a Holtodiglan, holtodiglan és a Barry Seal: A beszállító című filmekkel együtt mutatták be, és a nyitó hétvégén 8-12 millió dollár bevételt hozott.  Végül 6,6 millió dollárral debütált, és az ötödik helyen végzett a vonatkozó ranglistán, az 1990-es filmnél jóval gyengébb mutatókat produkálva.

### Kritikai visszhang
A film a kritikusoknál is gyengén teljesített, a Rotten Tomatoes angol nyelvű filmkritikagyűjtő portálon sokáig 0%-os értékelésen állt, majd ez csak 3% fölé emelkedett 40 értékelés után. "Általánosan kedvezőtlen kritikákat" kapott a Metacritic weboldalon, míg a CinemaScore piackutató cég is csak átlagos "B-" értékeléssel jutalmazta.